# Robert L. Gibson
Robert Lee "Hoot" Gibson, född 30 oktober 1946 i Cooperstown, New York, är en amerikansk astronaut uttagen i astronautgrupp 8 den 16 januari 1978.
Han är gift med astronauten Margaret Rhea Seddon.

## Rymdfärder
- STS-41-B
- STS-61-C
- STS-27
- STS-47
- STS-71